# EN 60601-2-14
Die EN 60601-2-14 mit dem Titel „Medizinische elektrische Geräte – Teil 2-14: Besondere Sicherheitsanforderungen. Geräte zur Elektrokrampfbehandlung“ war Teil der Normenreihe EN 60601.
Herausgeber der DIN-Norm DIN EN 60601-2-14 ist das Deutsche Institut für Normung.
Diese Ergänzungsnorm regelte allgemeine Festlegungen für die Sicherheit, Prüfungen und Richtlinien von Elektroschock-Therapiegeräten.

## Gültigkeit
Die Norm ist nicht mehr gültig, es ist kein Ersatz vorgesehen. Sie wurde am 1. Dezember 2005 zurückgezogen. Es ist keine alternative Norm bekannt.
Die Norm war mit der 2. Ausgabe der EN 60601-1 anzuwenden.

## Anwendungsbereich
Geräte zur Verwendung in der Neurologie und bei psychiatrischen Ärzten zur Behandlung definierter psychischer Störungen. Die Funktion besteht in der Anbringung von zwei Elektroden am Schädel des Patienten unter Narkose und der Abgabe von Pulsen elektrischen Stroms, bis ein kontrollierter Krampf ausgelöst wird.